# Kong Ra (huyện)
Kong Ra (tiếng Thái: กงหรา) là một huyện (amphoe) của tỉnh Phatthalung, phía nam Thái Lan.

## Địa lý
Các huyện giáp ranh (từ phía bắc theo chiều kim đồng hồ) là Srinagarindra, Mueang Phatthalung, Khao Chaison và Tamot của tỉnh Phatthalung, Palian và Yan Ta Khao của tỉnh Trang.

## Lịch sử
Tiểu huyện (King Amphoe) được lập ngày 1/10/1975, khi 3 tambon Kong Ra, Khlong Chaloem và Charat đã được tách ra từ huyện Mueang Phatthalung. Đơn vị này đã được nâng cấp thành huyện ngày 13/7/1981.

## Hành chính
Huyện này được chia thành 5 phó huyện (tambon), các đơn vị này lại được chia ra thành 45 làng (muban). Không có khu vực đô thị, có 5 Tổ chức hành chính tambon.
| STT | Tên             | Tên tiếng Thái | Số làng | Dân số |  |
| --- | --------------- | -------------- | ------- | ------ |  |
| 1.  | Kong Ra         | กงหรา          | 7       | 3.982  |  |
| 2.  | Charat          | ชะรัด           | 9       | 6.662  |  |
| 3.  | Khlong Chaloem  | คลองเฉลิม       | 14      | 12.118 |  |
| 4.  | Khlong Sai Khao | คลองทรายขาว    | 8       | 6.144  |  |
| 5.  | Som Wang        | สมหวัง          | 7       | 4.507  |  |